# 遠慮
遠慮（えんりょ）は、江戸時代の刑罰の一つで、武士・僧侶などに科せられた。基本的に、籠居（ろうきょ）を命じたもの。夜間のひそかな外出は黙認された。他者の出入りを制限しない点で、逼塞などと異なる。自主的に行う意味合いが強く、公に申し付けられる場合は「慎み」となる。